# Napoleón della Torre
Napoleón Della Torre (siglo XIII - Como, 16 de agosto de 1278) fue un noble italiano, condotiero y señor de Milán entre 1265 y 1277. Era hijo de Pagano I Della Torre, y hermano de Felipe y Raimundo Della Torre. 
Fue uno de los miembros más poderosos de la familia Della Torre, conocidos sus partidarios como los torriani. En algunas fuentes se nombra como «Napo Torriani».

## Vida política

Napoleón incluyó en el escudo de los Della Torre el águila bicéfala al ser nombrado vicario imperial.

En 1260 era podestà de la ciudad de Piacenza. Llegó al poder en Milán en 1265, sucediendo a su primo Felipe en el Consejo General de Milán, y al mismo tiempo se convirtió en podestà de Como, Novara, Bérgamo y Lodi. Su política desde el primer momento fue una continuación de la trazada por su predecesor para ayudar al güelfo Carlos de Anjou.
La victoria de Carlos de Anjou en Benevento (26 de febrero de 1266) marcó el triunfo del partido güelfo en la parte central de Italia. El 4 de abril de 1267 representantes y señores de las ciudades güelfas se reunieron en Milán para renovar la liga contra Conradino de Suabia, el enemigo de Carlos de Anjou, que estaba a punto de regresar a Italia. La liga confió el mando a Napoleón, a su hermano Raimundo y a Guillermo VII, marqués de Montferrato. Conradino se estableció en Pavía, pero Napoleón se abstuvo de atacarle, quizás por diferencias con el papa. Por ese motivo, muchos de sus aliados güelfos comenzaron a verle con recelo. Después de la muerte de Conradino en Tagliacozzo, Carlos de Anjou extendió sin dificultad su dominio a todo el norte de Italia, pero Napoleón no se dejó avasallar. Carlos, en venganza, patrocinará todas las rebeliones contra los Della Torre.
En 1273, Rodolfo I de Habsburgo fue elegido nuevo rey de romanos y para equilibrar la pérdida del favor frente a Carlos de Anjou, Napoleón se unió al partido de Rodolfo. Fruto de esa alianza, Napoleón recibió el título de vicario imperial en 1274. Para recordar ese importante título, Napoleón incluyó en su escudo el águila imperial.
El 22 de julio de 1262 Otón Visconti había sido elegido arzobispo de Milán, tras la muerte del anterior arzobispo, León da Perego. Ese nombramiento se produjo en contra de las aspiraciones de Napoleón, quien quería ver al frente de la archidiócesis a su hermano Raimundo della Torre. También aspiraban al título otro della Torre, Martín, y Manfredo de Sicilia. Otón se enfrentó al poder de la familia della Torre, llegando el clima de adversidad política al extremo de que el señor de Milán prohibió al arzobispo la entrada en la ciudad por lo que será excomulgado. Desde ese momento, Otón, convertido en el aglutinador de la nobleza de Milán, del Alto Milanesado y de Locarno, contrarios a los della Torre, dedicará sus esfuerzos a hacerle la guerra a Napoleón.

## Muerte
Otón organizó un ejército en el que puso al mando a su sobrino Teobaldo Visconti, hijo de su hermano Obbizo Visconti, señor de Massino. Este ejército fue derrotado en Angera en 1276 y el propio Teobaldo fue hecho prisionero para acabar decapitado. Sin embargo, el siguiente año Otón ocupó Lecco y Civate, llegando por la noche hasta Desio, donde Napoleón y su familia dormían. Francisco della Torre fue asesinado, mientras que su hijo y su hermano Guido fueron capturados y encarcelados en el castillo de Baradello, en Como.
El 20 de enero de 1277 Otón Visconti entró triunfalmente en Milán, aclamado por un pueblo harto de tantos años de conflictos. Finalizó de esa manera el ostracismo del que Otón había sido víctima durante quince años y, paradójicamente, se produjo en la propia ciudad de Desio, de la que el Otón había sido una vez canónigo. El arzobispo, ya como señor de Milán, iniciará el gobierno que mantendrá su familia hasta 1447, año en que fue proclamada la República Ambrosiana.
Napoleón murió en cautiverio en una jaula de hierro, en el castillo de Baradello, el 16 de agosto de 1278, siendo enterrado en la iglesia de San Nicolás de la misma localidad.

## Sucesión
| Predecesor: Felipe della Torre | Señor de Milán 1265-1277 | Sucesor: Otón Visconti |

- Datos: Q2551167
- Multimedia: Napoleone Della Torre / Q2551167